# فرودگاه هائلوگو
فرودگاه هائلوگو (به انگلیسی: Haelogo Airport) یک فرودگاه با کد یاتا HEO است که یک باند فرود چمن دارد و طول باند آن ۴۳۰ متر است. این فرودگاه در کشور پاپوآ گینه نو قرار دارد و در ارتفاع ۹۱۴ متری از سطح دریا واقع شده‌است.